# Black Earth (Album)
Black Earth ist das Debütalbum der schwedischen Melodic-Death-Metal-Band Arch Enemy. Es wurde im Oktober 1996 bei Wrong Again Records veröffentlicht und unter anderem 2007 mit Bonustiteln bei dessen Nachfolgelabel Regain Records wiederveröffentlicht.

## Entstehung
Das Album wurde von Februar bis März 1996 im schwedischen Studio Fredman aufgenommen. Produzenten waren Fredrik Nordström und Gitarrist Michael Amott. Im Studio Fredman wurde das Album auch abgemischt. Das Coverbild stammt von Miran Kim, die Fotos von Kenneth Johansson.

## Veröffentlichung
Das Album erschien erstmals im Oktober 1996. Zur Single Bury Me an Angel wurde ein Musikvideo gedreht.

## Titelliste
| Nr.          | Titel                  | Text          | Musik                            | Länge |
| ------------ | ---------------------- | ------------- | -------------------------------- | ----- |
| 1.           | Bury Me an Angel       | Michael Amott | Michael Amott                    | 3:40  |
| 2.           | Dark Insanity          | Johan Liiva   | Michael Amott, Johan Liiva       | 3:16  |
| 3.           | Eureka                 | Michael Amott | Michael Amott, Christopher Amott | 4:44  |
| 4.           | Idolatress             | Liiva         | Michael Amott, Johan Liiva       | 4:56  |
| 5.           | Cosmic Retribution     | Michael Amott | Michael Amott                    | 4:00  |
| 6.           | Demoniality            | Instrumental  | Michael Amott                    | 1:19  |
| 7.           | Transmigration Macabre | Michael Amott | Michael Amott                    | 4:09  |
| 8.           | Time Capsule           | Instrumental  | Christopher Amott                | 1:09  |
| 9.           | Fields of Desolation   | Johan Liiva   | Michael Amott, Christopher Amott | 5:31  |
| Gesamtlänge: | Gesamtlänge:           | Gesamtlänge:  | Gesamtlänge:                     | 32:48 |

| Nr. | Titel             | Text         | Musik                                               | Länge |
| --- | ----------------- | ------------ | --------------------------------------------------- | ----- |
| 10. | Losing Faith      | Johan Liiva  | Michael Amott, Christopher Amott, Daniel Erlandsson | 3:16  |
| 11. | The Ides of March | Instrumental | Steve Harris                                        | 1:46  |

| Nr. | Titel     | Text         | Musik        | Länge |
| --- | --------- | ------------ | ------------ | ----- |
| 12. | Aces High | Steve Harris | Steve Harris | 4:23  |

The Ides of March and Aces High sind Coverversionen von Iron-Maiden-Titeln.

## Rezeption
Das Album wurde überwiegend positiv aufgenommen. Alex Henderson von Allmusic sprach von einem vielversprechenden Debüt, das Album gehöre zu den „konsistenteren und einprägsameren“ der Band: „...Black Earth was a promising debut for Arch Enemy and is among the Swedish combo’s more consistent and memorable efforts.“ Henderson machte trotz punkiger Einflüsse auch vergleichsweise zugängliche Songs aus: „Black Earth underscores thrash and death metal’s debt to punk, but the power metal influence is quite evident as well, and for all their bombast, the tunes on this album are fairly hooky and relatively accessible.“ Die Bewertung lag bei dreieinhalb von fünf Sternen.